# Château de Lessard-en-Bresse

Le château de Lessard-en-Bresse est situé sur la commune de Lessard-en-Bresse en Saône-et-Loire, en plaine, sur une légère éminence.

## Description
Les bâtiments sont groupés autour d'une cour irrégulière, sur une plate-forme approximativement circulaire qu'entourent des fossés encombrés de végétation. 
Il subsiste, aux angles nord et sud, deux tours rondes en brique, coiffées de hauts toits coniques; à l'est, un corps de logis de plan rectangulaire allongé est flanqué vers l'extérieur de deux tours carrées dont une est couronnée de mâchicoulis couverts ; le long des flancs nord et sud, des bâtiments agricoles sont recouverts du même crépi gris foncé que le corps de logis. 
On[Qui ?] y accède par un pont dormant à l'ouest et une passerelle à l'est. 

Le château, propriété privée, ne se visite pas.

## Historique

Armes des Lugny
Armes de la famille de Chabot
Armes de la famille de Saulx
Armes de la famille de La Baume de Montrevel

- XIIIe siècle : la terre est propriété des Chalon.
- XIVe siècle : la propriété passe aux Montagu.
- Jusqu'au milieu du XVIe siècle : la terre est la propriété des Lugny dont le dernier représentant à Lessard est Jean de Lugny, chevalier, « dernier héritier mâle de la maison de Lugny », seigneur de Lugny – et par ailleurs comte de Brancion, baron de Saint-Trivier-en-Dombes, de Branges, de Blaignac et de Sagy –, qui est seigneur baron de Lessard[1].
- 1558 : Françoise de Lugny, fille et héritière du précédent, dame de Lessard, épouse François Chabot.
- 1579 : Catherine Chabot, fille et héritière des précédents, épouse Jean de Saulx, vicomte de Tavannes.
- 1647 : Claire-Françoise de Saulx, fille et héritière de Charles de Saulx, épouse Charles-François de La Baume, comte de Montrevel, dont la famille conserve le domaine jusqu'à la Révolution.
- 1835 : réalisation de modifications.

- XIXe siècle : le château appartient à la famille Sordet et est utilisé comme exploitation agricole.

- Entre-deux-guerres[2].

- 1985 : le château est racheté par M. et Mme Daillant, ses actuels propriétaires (2 février 1985).